# Roy Castle
Pour les articles homonymes, voir Castle.
Roy Castle (né le 31 août 1932 à Scholes (en), dans le Yorkshire de l'Ouest et mort le 2 septembre 1994 dans le Buckinghamshire, en Angleterre) est un acteur britannique.

## Filmographie
- 1965 : Dr. Who et les Daleks, de Gordon Flemyng : Ian Chesterton.
- 1965 : Le Train des épouvantes (Dr. Terror's House of Horrors) de Freddie Francis : Biff Bailey, le musicien de jazz dans le sketch "Vaudou".
- 1975 : La Légende du loup-garou (Legend of the Werewolf) de Freddie Francis : le photographe.

## Récompenses et distinctions
Le 31 décembre 1992, Roy Castle devient membre de l'Ordre de l'Empire britannique[réf. nécessaire].